# Olmito
Olmito é uma Região censo-designada localizada no estado norte-americano de Texas, no Condado de Cameron.

## Demografia
Segundo o censo norte-americano de 2000, a sua população era de 1198 habitantes.

## Geografia
De acordo com o United States Census Bureau tem uma área de
1,8 km², dos quais 1,7 km² cobertos por terra e 0,1 km² cobertos por água. Olmito localiza-se a aproximadamente 9 m acima do nível do mar.

## Localidades na vizinhança
O diagrama seguinte representa as localidades num raio de 8 km ao redor de Olmito.